# روبرتو شوفالييه
روبرتو شوفالييه (بالإيطالية: Roberto Chevalier)‏ هو ممثل إيطالي، ولد في 14 مايو 1952 في روما في إيطاليا.

## وصلات خارجية
- روبرتو شوفالييه على موقع IMDb (الإنجليزية)
- روبرتو شوفالييه على موقع روتن توميتوز (الإنجليزية)
- روبرتو شوفالييه على موقع ديسكوغز (الإنجليزية)
- روبرتو شوفالييه على موقع قاعدة بيانات الفيلم (الإنجليزية)
- روبرتو شوفالييه على موقع ANN person (الإنجليزية)